# Бовезе
Бовезе́ (фр. Beauvezer) — коммуна во Франции, находится в регионе Прованс — Альпы — Лазурный Берег. Департамент коммуны — Альпы Верхнего Прованса. Входит в состав кантона Алло-Кольмар. Округ коммуны — Кастелан.
Код INSEE коммуны — 04025.

## Население
Население коммуны на 2008 год составляло 346 человек.
| 1962 | 1968 | 1975 | 1982 | 1990 | 1999 | 2008 |
| ---- | ---- | ---- | ---- | ---- | ---- | ---- |
| 176  | 215  | 211  | 222  | 226  | 278  | 346  |

## Экономика
В 2007 году среди 219 человек в трудоспособном возрасте (15—64 лет) 145 были экономически активными, 74 — неактивными (показатель активности — 66,2 %, в 1999 году было 67,4 %). Из 145 активных работали 131 человек (69 мужчин и 62 женщины), безработных было 14 (7 мужчин и 7 женщин). Среди 74 неактивных 16 человек были учениками или студентами, 35 — пенсионерами, 23 были неактивными по другим причинам.

## Достопримечательности
- Приходская церковь Успения Пресвятой Богородицы, сгорела в 1728 году, восстановлена в 1882 году
- Церковь Св. Анны (XVII век)
- Часовни: Сен-Пьер, Нотр-Дам-дю-План, Сен-Жан, Сент-Круа, Нотр-Дам-де-Бон-Секур, Сен-Жозеф